# 长湖 (西藏)
长湖，又名可尼斯湖、错仁，位于中国西藏自治区那曲市安多县境内，地处安多县西北部，南与多格错仁相临。湖面海拔4840米，面积46平方公里。湖区气候干寒，年均气温-6℃，年降水量150～200毫米左右。湖水主要依靠东岸入湖西峡河的补给，集水区面积976平方公里。